# Scaptomyza neoevexa
Scaptomyza neoevexa är en tvåvingeart som beskrevs av O'grady, Bonacum, Desalle och Val 2003. Scaptomyza neoevexa ingår i släktet Scaptomyza och familjen daggflugor. Inga underarter finns listade i Catalogue of Life.